# Język muszungulu
Język muszungulu (mushungulu, mushunguli, kimushungulu) – język afrykański, jedyny przedstawiciel grupy języków zigula-zaramo w Somalii.